# Associação Palestina

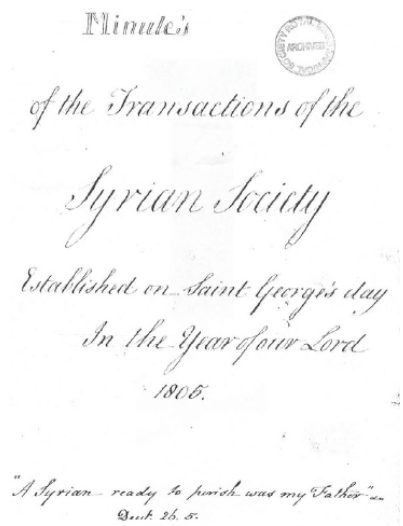
Primeiras atas da Associação Palestina ou Sociedade Síria (1805), referenciando Deuteronômio 26:5

A Associação Palestina, anteriormente chamada Sociedade Síria, foi formada em 1805 por William Richard Hamilton para promover o estudo da geografia, história natural, antiguidades e antropologia da Palestina e das áreas vizinhas, "com vistas à ilustração das Escrituras Sagradas".
A sociedade parece ter permanecido ativa apenas durante os seus primeiros cinco anos de existência. Estudiosos sugerem que a fundação foi algo à frente do seu tempo, dado que o país ainda estava nos estágios iniciais de abertura à influência mundial, e que o momento era inoportuno tendo em vista as Guerras Napoleônicas que estavam em curso. O trabalho acadêmico na região começou mais intensamente na época da Crise Oriental de 1840, com as viagens de Edward Robinson, a nomeação do primeiro cônsul britânico em Jerusalém e o estabelecimento do Bispado Anglicano-Alemão em Jerusalém.  Em 1834, a Associação Palestina foi formalmente dissolvida e incorporada à Real Sociedade Geográfica. 
A associação foi precursora do Fundo de Exploração da Palestina, que seria estabelecido 60 anos depois, em 1865. 

## Formação
A sociedade foi fundada em 31 de março de 1805, com sua primeira reunião de 13 membros ocorrendo em 24 de abril de 1805, na qual foi decidido, sem maiores explicações, que a Sociedade Síria "será daqui em diante denominada Associação Palestina".
A sociedade foi formada com base na Associação Africana de 1788, e as investigações da Sociedade foram direcionadas para investigar: 
- as fronteiras naturais e políticas dos vários distritos dentro desses limites;
- as situações topográficas e características das cidades e vilas;
- os cursos dos córregos e rios;
- as cadeias de montanhas;
- as produções naturais da Terra Santa e de seus confins;
- cada peculiaridade do seu solo, clima e minerais;
- elucidação de antiguidades judaicas e sírias.

O interesse britânico na Palestina havia sido alimentado pela campanha francesa de 1798-1801 no Egito e na Síria. Os estudiosos têm debatido se a fundação da sociedade foi motivada principalmente por motivos religiosos e espirituais, ou se foi "reconstituída, redesenvolvida, redistribuída" em uma perspectiva orientalista secular. 

## Publicação

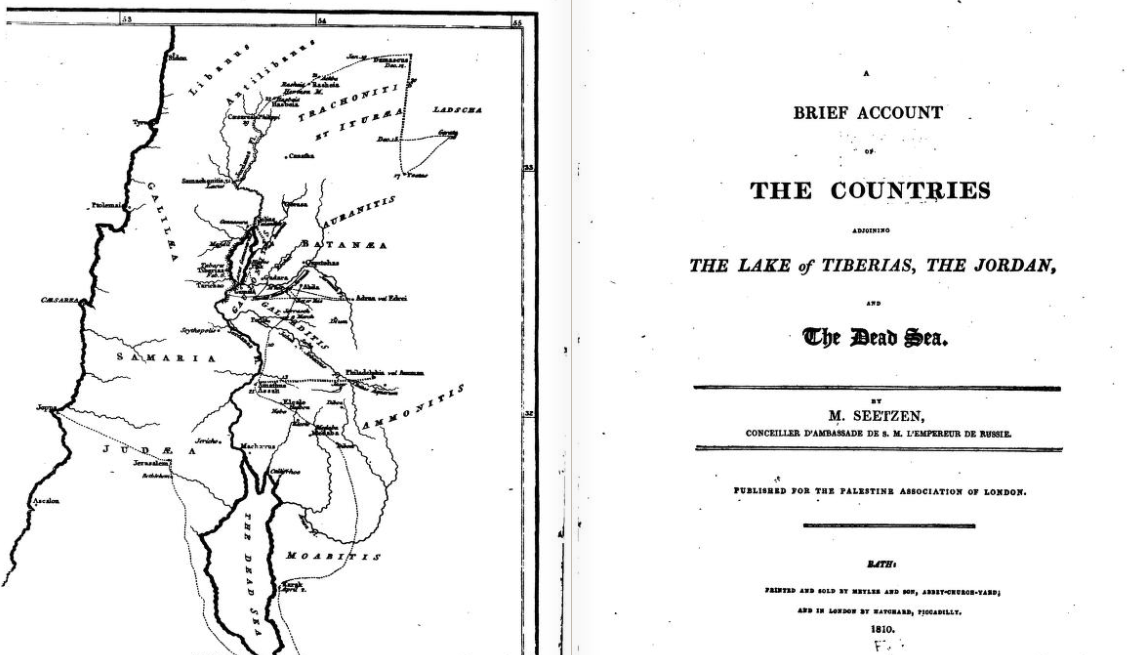
Capa e mapa da publicação da sociedade de 1810

Em 1810, a associação publicou o relato das viagens de Ulrich Jasper Seetzen, intitulado "Um breve relato dos países adjacentes ao lago de Tiberíades, ao Jordão e ao Mar Morto".  No prefácio da publicação, os editores observaram que "Usamos a palavra Palestina não em seu sentido restrito de uma província ou parte da Judeia, mas em seu sentido mais amplo, compreendendo todos os países de cada lado do rio Jordão, habitados pelas tribos de Israel" 

## Membros notáveis

### Membros fundadores
- William Richard Hamilton[5]
- George Hamilton-Gordon, primeiro tesoureiro da sociedade, mais tarde presidente e depois primeiro-ministro do Reino Unido [5]
- Thomas William Wrighte, falecido membro do Queen's College e primeiro secretário da sociedade [5]
- Henry Ryder [5]
- John Hawkins [5]
- William Cockburn [5]
- John Brand [5]
- Alexander Dalrymple [5]
- William George Browne [5]
- William Drummond, ex -embaixador no Império Otomano [5]
- John Spencer Smith [5]

### Outros membros notáveis
- James Rennell[5]
- Dudley Ryder, 1º Conde de Harrowby [5]
- Richard Ryder [5]
- Bartholomew Frere [5]
- William Frere [5]
- Joseph Banks [5]
- Almirante Sidney Smith [5]
- George Annesley, 2º Conde de Mountnorris [5]
- Thomas Bruce, 7º conde de Elgin (famoso pelos mármores de Elgin) [5]
- Três membros da família Goldsmid [5]